# Doris Roberts
Doris Roberts, nata Doris May Green (St. Louis, 4 novembre 1925 – Los Angeles, 17 aprile 2016), è stata un'attrice statunitense.
Conosciuta soprattutto per aver interpretato Marie Barone nella sit-com statunitense Tutti amano Raymond dal 1996 al 2005. Molto apprezzata anche nei panni della segretaria dello studio di investigazione privata nella famosa serie televisiva Mai dire sì trasmessa dal 1982 al 1987. Ha inoltre vinto 5 Emmy Award.

## Biografia e carriera
Dopo aver debuttato in televisione nel 1952, nel 1961 ottenne il primo ruolo di rilievo nel film Momento selvaggio con Carroll Baker. Da lì in poi recitò accanto a grandi star in numerose pellicole: con Robert Redford e Jane Fonda in A piedi nudi nel parco (1967), con Walter Matthau in È ricca, la sposo e l'ammazzo (1971) e Il colpo della metropolitana (Un ostaggio al minuto) (1974). Apparve anche in numerose serie televisive, da Le strade di San Francisco (1972) a Love Boat (1980-1984). Fu inoltre diretta da Boris Sagal nel film TV Il diario di Anna Frank (1980).
L'apice della fama giunse per la Roberts nel 1983, quando venne scelta per interpretare Mildred Krebs nel telefilm Mai dire sì, ruolo che ricoprirà fino al 1987 e grazie al quale ottenne una candidatura all'Emmy Awards quale miglior attrice. Nel 1992 recitò con Shirley MacLaine in La vedova americana. La sua fama aumentò nel 1996 quando venne scelta per interpretare Marie Barone, madre di Ray Barone (Ray Romano), nella sitcom Tutti amano Raymond, andata in onda fino al 2005 con un grande successo. Per l'attrice fu un'ulteriore consacrazione poiché vinse ben quattro Emmy Awards su sette candidature.
Conclusa la serie, continuò l'attività televisiva interpretando ruoli in Law & Order: Criminal Intent (2006) e in film come Cocco di nonna (2006), Alieni in soffitta (2009) e Mrs. Miracle - Una tata magica (2009), film natalizio che riscosse molto successo e che girò con James Van Der Beek. Dal 2003 ha una stella nella Hollywood Walk of Fame.

## Filmografia

### Cinema
- Momento selvaggio (Something Wild), regia di Jack Garfein (1961)
- Tre donne per uno scapolo (Dear Heart), regia di Delbert Mann (1964)
- A piedi nudi nel parco (Barefoot in the Park), regia di Gene Saks (1967)
- Divorzio all'americana (Divorce American Style), regia di Bud Yorkin (1967)
- Non si maltrattano così le signore (No Way to Treat a Lady), regia di Jack Smight (1968)
- Jim l'irresistibile detective (A Lovely Way to Die), regia di David Lowell Rich (1968)
- I killers della luna di miele (The Honeymoon Killers), regia di Leonard Kastle (1970)
- Piccoli omicidi (Little Murders), regia di Alan Arkin (1971)
- È ricca, la sposo e l'ammazzo (A New Leaf), regia di Elaine May (1971)
- Ma che razza di amici! (Such Good Friends), regia di Otto Preminger (1971)
- Il rompicuori (The Heartbreak Kid), regia di Elaine May (1972)
- Il colpo della metropolitana (Un ostaggio al minuto) (The Taking of Pelham One Two Three), regia di Joseph Sargent (1974)
- Hester Street, regia di Joan Micklin Silver (1975)
- Relazioni disperate (Good Luck, Miss Wyckoff), regia di Marvin J. Chomsky (1979)
- The Rose, regia di Mark Rydell (1979)
- Il diario di Anna Frank (The Diary of Anne Frank), regia di Boris Sagal (1980)
- Eroe comune (Ordinary Heroes), regia di Peter H. Cooper (1986)
- Bersaglio numero uno (Number One with a Bullet), regia di Jack Smight (1987)
- Se è martedì allora siamo in Belgio (If It's Tuesday, It Still Must Be Belgium), regia di Bob Sweeney (1987)
- National Lampoon's Christmas Vacation - Un Natale esplosivo! (National Lampoon's Christmas Vacation), regia di Jeremiah S. Chechik (1989)
- La vedova americana (Used People), regia di Beeban Kidron (1992)
- La notte che non c'incontrammo (The Night We Never Met), regia di Warren Leight (1993)
- Storie d'amore (The Grass Harp), regia di Charles Matthau (1995)
- Il segreto di NIMH 2 - Timmy alla riscossa (The Secret of NIMH 2: Timmy to the Rescue), regia di Dick Sebast (1998)
- Il vero amore di Dana (One True Love), regia di Larraine Senna (2000)
- All Over the Guy, regia di Julie Davis (2001)
- La magia del Natale (The Sons of Mistletoe), regia di Steven Robman (2001)
- Dickie Roberts - Ex piccola star (Dickie Roberts: Former Child Star), regia di Sam Weisman (2003)
- Gli ultimi ricordi (A Time to Remember), regia di John Putch (2003)
- Cocco di nonna (Grandma's Boy), regia di Nicholaus Goossen (2006)
- Al passo con gli Stein (Keeping Up with the Steins), regia di Scott Marshal (2007)
- Alieni in soffitta (Aliens in the Attic), regia di John Schultz (2009)
- L'alba di un vecchio giorno (Another Harvest Moon), regia di Greg Swartz (2010)
- Phineas e Ferb: Il film - Nella seconda dimensione (Phineas and Ferb the Movie: Across the 2nd Dimension), regia di Dan Provenmire (2011)
- Madea's Witness Protection, regia di Tyler Perry (2012)

### Televisione
- La città in controluce (Naked City) – serie TV (1962-1963)
- Ben Casey – serie TV, episodio 2x26 (1963)
- La parola alla difesa (The Defenders) – serie TV (1962-1964)
- The Nurses – serie TV, episodi 3x12-3x16 (1964-1965)
- In casa Lawrence (Family) – serie TV (1976)
- Le strade di San Francisco (The Streets of San Francisco) – serie TV (1976)
- It Happened One Christmas, regia di Donald Wrye – film TV (1977)
- Jennifer - La storia di una donna (Jennifer: A Woman's Story), regia di Guy Green – film TV (1979)
- Angie – serie TV (1979-1980)
- Fantasilandia (Fantasy Island) – serie TV (1979-1981)
- Love Boat (The Love Boat) – serie TV (1980-1984)
- A cuore aperto (St. Elsewhere) – serie TV (1982)
- Mai dire sì (Remington Steele) – serie TV (1983-1987)
- New York New York (Cagney & Lacey) – serie TV (1983-1988)
- A Letter to Three Wives – film TV, regia di Larry Elikann (1985)
- Mr. Belvedere – serie TV (1987)
- Balki e Larry - Due perfetti americani (1989)
- La signora in giallo (Murder, She Wrote) – serie TV, episodi 6x20-11x06 (1990-1994)
- Una bionda per papà (Step by Step) – serie TV (1994)
- La legge di Burke (Burke's Law) – serie TV (1995)
- Walker Texas Ranger – serie TV (1995)
- Tutti amano Raymond (Everybody Loves Raymond) – serie TV (1996-2005)
- La famiglia della giungla (2000)
- Il tocco di un angelo (Touched by an Angel) – serie TV (2002)
- Lizzie McGuire – serie TV (2003)
- Criminal Intent – serie TV (2007)
- Mrs. Miracle - Una tata magica (Mrs. Miracle), regia di Michael Scott – film TV (2009)
- Miracolo a Manhattan (Call Me Mrs. Miracle), regia di Michael Scott – film TV (2010)
- The Middle – serie TV (2010-2011)
- Agente Speciale Oso – serie TV (2011)
- Hot in Cleveland – serie TV (2011)
- Grey's Anatomy – serie TV, episodio 7x19 (2011)
- Desperate Housewives – serie TV (2012)
- Major Crimes – serie TV, episodio 2x09 (2013)
- Il romanzo di una vita – film TV (2014)

## Premi

### Hollywood Walk of Fame
- Stella per il suo contributo all'industra televisiva, (2003)

### Emmy Awards
Vinti:
- Miglior attrice non protagonista in una serie drammatica, per A cuore aperto (1983)
- Miglior attrice non protagonista in una serie comica, per Tutti amano Raymond (2001)
- Miglior attrice non protagonista in una serie comica, per Tutti amano Raymond (2002)
- Miglior attrice non protagonista in una serie comica, per Tutti amano Raymond (2003)
- Miglior attrice non protagonista in una serie comica, per Tutti amano Raymond (2005)

Nomination:
- Miglior attrice non protagonista in una serie drammatica, per Mai dire sì (1985)
- Miglior ospite speciale in una serie comica, per Balki e Larry - Due perfetti americani (1989)
- Miglior attrice non protagonista in una miniserie o speciale TV, per American Playhouse (1991)
- Miglior attrice non protagonista in una serie comica, per Tutti amano Raymond (1999)
- Miglior attrice non protagonista in una serie comica, per Tutti amano Raymond (2000)
- Miglior attrice non protagonista in una serie comica, per Tutti amano Raymond (2004)

## Doppiatrici italiane
Nelle versioni in italiano delle opere in cui ha recitato, Doris Roberts è stato doppiato da:
- Miranda Bonansea in Tutti amano Raymond, La magia del Natale, Gli ultimi ricordi
- Aurora Cancian in Mrs. Miracle - Una tata magica, Miracolo a Manhattan
- Rita Savagnone in Non si maltrattano così le signore, Cocco di nonna
- Wanda Tettoni in Bersaglio numero uno
- Alina Moradei in Desperate Housewives - I Segreti di Wisteria Lane
- Mirella Pace in Walker Texas Ranger
- Giovanna Martinuzzi in L'alba di un vecchio giorno
- Paila Pavese in Alieni in soffitta
- Marzia Ubaldi in Al passo con gli Steins
- Laura Rizzoli in Mai dire sì
- Vittoria Lottero in Law & Order - Criminal Intent
- Franca Lumachi in The Middle
- Graziella Polesinanti in Grey's Anatomy